# 김성호 (기업인)
김성호(金聖浩, 1898년 5월 ~ ?)는 일제강점기의 관료 겸 광산 기업인이다.

## 생애
1925년 3월 일본 마쓰야마고등학교 이과 갑류를 졸업했으며 1928년 3월 일본 도쿄 제국대학 광산 및 야금학과를 졸업했다. 1929년 조선총독부 식산국 지질조사소 촉탁, 1930년 조선총독부 식산국 연료선광연구소 촉탁으로 근무했고 1931년 12월 22일부터 12월 31일까지 《동아일보》에 〈조선(朝鮮)의 산금(産金)과 금광업(金鑛業)의 지식(知識)〉을 총 8차례에 걸쳐 연재했다.
1933년 조선총독부 식산국 광무과 기수, 1934년 조선총독부 식산국 광산과 기수로 근무했으며 1935년 2월 21일부터 5월 31일까지 《동아일보》에 〈금광제련법(金鑛製鍊法)〉을 총 30차례에 걸쳐 연재했다. 1937년 1월 방송교화선전협의회 강사로 위촉되었고 1938년 1월 6일 《동아일보》에 금 증산을 장려하는 내용을 담은 글인 〈금 증산(金 增産)에 대하여〉를 기고했다.
1937년 10월 6일부터 1938년 7월 9일까지 조선총독부 식산국 광산과 기사로 근무했고 퇴직 이후에 광산을 운영했다. 1938년 4월 저서 《광산경영법(鑛山經營法)》(청람사(晴嵐社))을 발간했으며 1940년 7월 18일 경인기업(京仁企業)주식회사 감사역, 1940년 9월 25일 중앙연료(中央燃料)주식회사 취체역을 역임했다.
1940년 9월 19일 조선체육협회 사업비 100,000원, 황기 2600년 기념사업비 10,000원(합계 110,000원)을 조선총독부에 헌납했으며 1940년 10월 29일 대일본국방부인회 경성지부에 국방회관 건축비로 200,000원을 헌납했다. 1941년 3월 대화숙에 2,000원을 기부했고 1941년 9월 조선임전보국단 경성부 발기인으로 참여했다. 이러한 경력으로 인해 민족문제연구소의 친일인명사전 수록자 명단의 경제 부문에 수록되었다.

## 참고 자료
- 민족문제연구소 (2009). 〈김성호〉. 《친일인명사전 1 (ㄱ ~ ㅂ)》. 서울. 430 ~ 431쪽.